# Nibelungenstraße

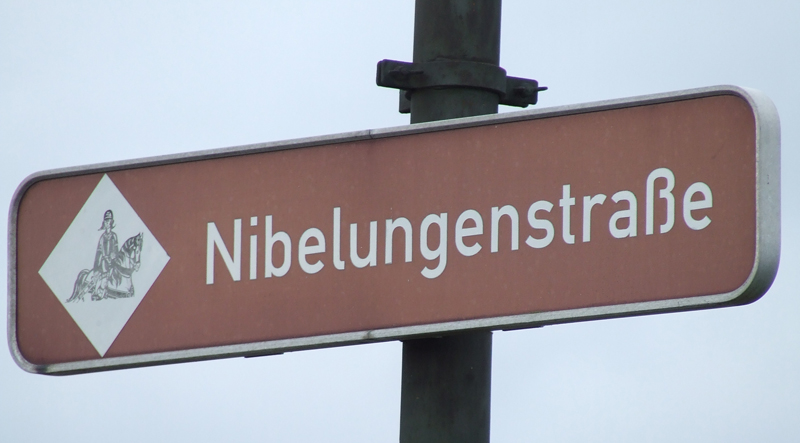
Touristisches Hinweisschild auf die Nibelungenstraße

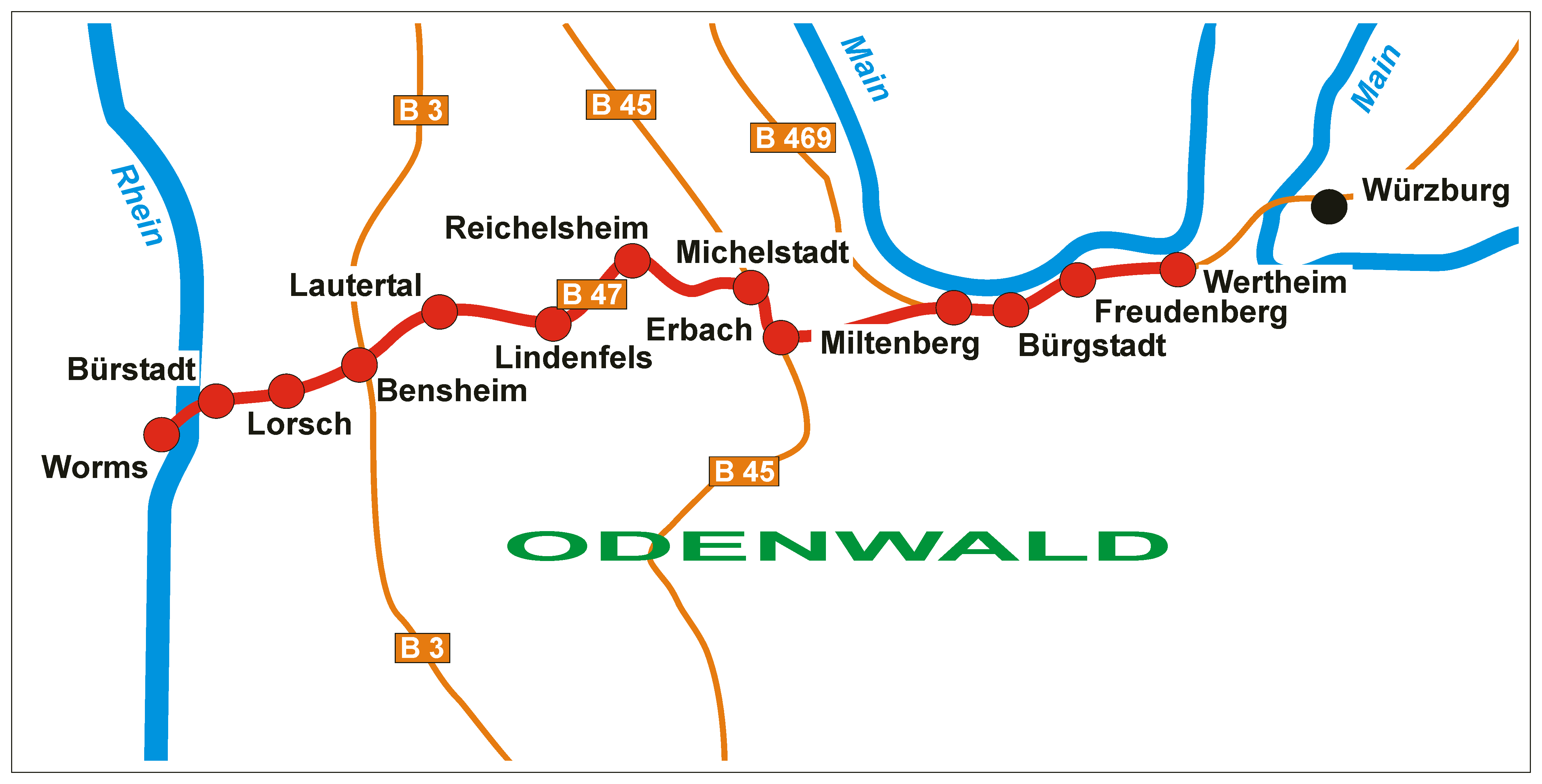
Verlauf der Nibelungenstraße

Die Nibelungenstraße ist eine deutsche Ferienstraße durch den Odenwald zwischen der Oberrheinebene und dem Maintal. Sie ist Teilstück der Bundesstraße 47.
Sie führt rund 110 km von Worms über den Rhein, quert die Bergstraße bei Bensheim, führt durch den mittleren Odenwald nach Miltenberg und folgt dann dem Maintal aufwärts bis Wertheim. Das erste Mal tauchte der Begriff Nibelungenstraße bereits 1839 mit dem Ausbau der Strecke von Bensheim ins Lautertal auf. Damals war dies ein wichtiger Betrag zur Verbesserung der Infrastruktur des vorderen Odenwaldes.

## Vermarktung
Die Vermarktung dieser Straße obliegt der Arbeitsgemeinschaft Nibelungen-Siegfried-Straße, die 1989 gegründet wurde und in der sich 22 größere und auch kleinere Gemeinden zu einer engagierten Kooperation zusammengeschlossen haben. Das Hauptziel dabei ist die Förderung des Tourismus der in den Ferienstraßen Nibelungenstraße und Siegfriedstraße zusammenarbeitenden Städte und Gemeinden. 1990 warb man mit einem gemeinsamen Prospekt und 1992 wurde die Beschilderung der Straßen in Angriff genommen.
Entlang der Nibelungenstraße und der Siegfriedstraße wurden ab 2002 eiserne Skulpturen des Winninger Künstlers Jens Nettlich aufgestellt. Diese zeigen Szenen aus dem Nibelungenlied.
Die Arbeitsgemeinschaft Nibelungen-Siegfried-Straße wurde im Sommer 2022 aufgelöst. Die seitherige Geschäftsstelle im Kur- und Touristkservice 64678 Lindenfels steht hier auch weiterhin als Ansprechpartner zur Verfügung.

## Etappenorte der Nibelungenstraße
In den jeweiligen Etappenorten gibt es auch noch mehrere Hinweise auf die Nibelungen:
- Worms
  - Nibelungenmuseum Worms
  - Nibelungenfestspiele Worms
  - Nibelungenbrücke Worms
- Bürstadt
- Lorsch
- Bensheim
- Lautertal
- Lindenfels
- Reichelsheim
- Michelstadt
- Erbach
- Miltenberg
- Freudenberg
- Wertheim

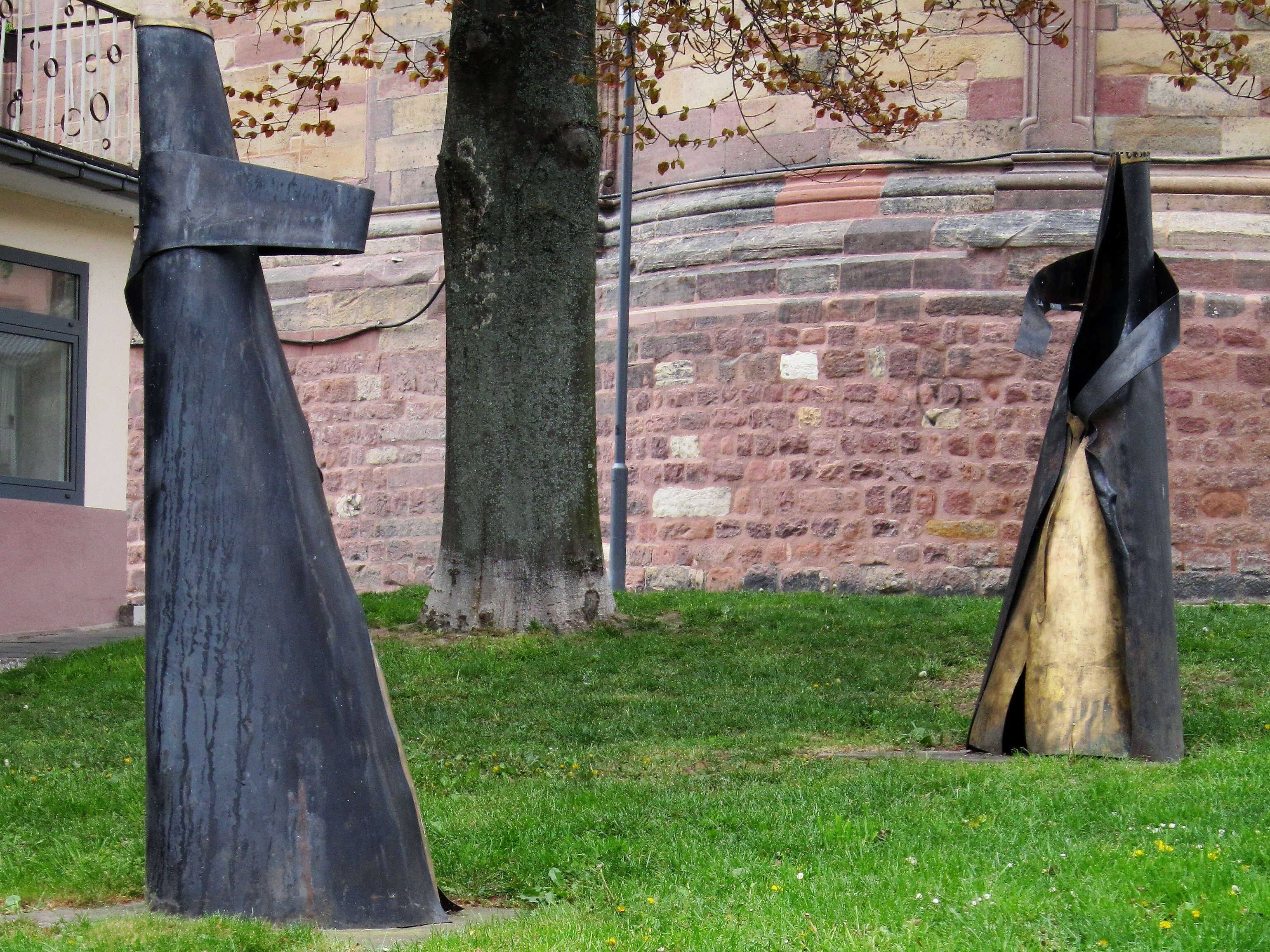
Skulptur „Königinnenstreit“ von Jens Nettlich (2000) beim Dom in Worms
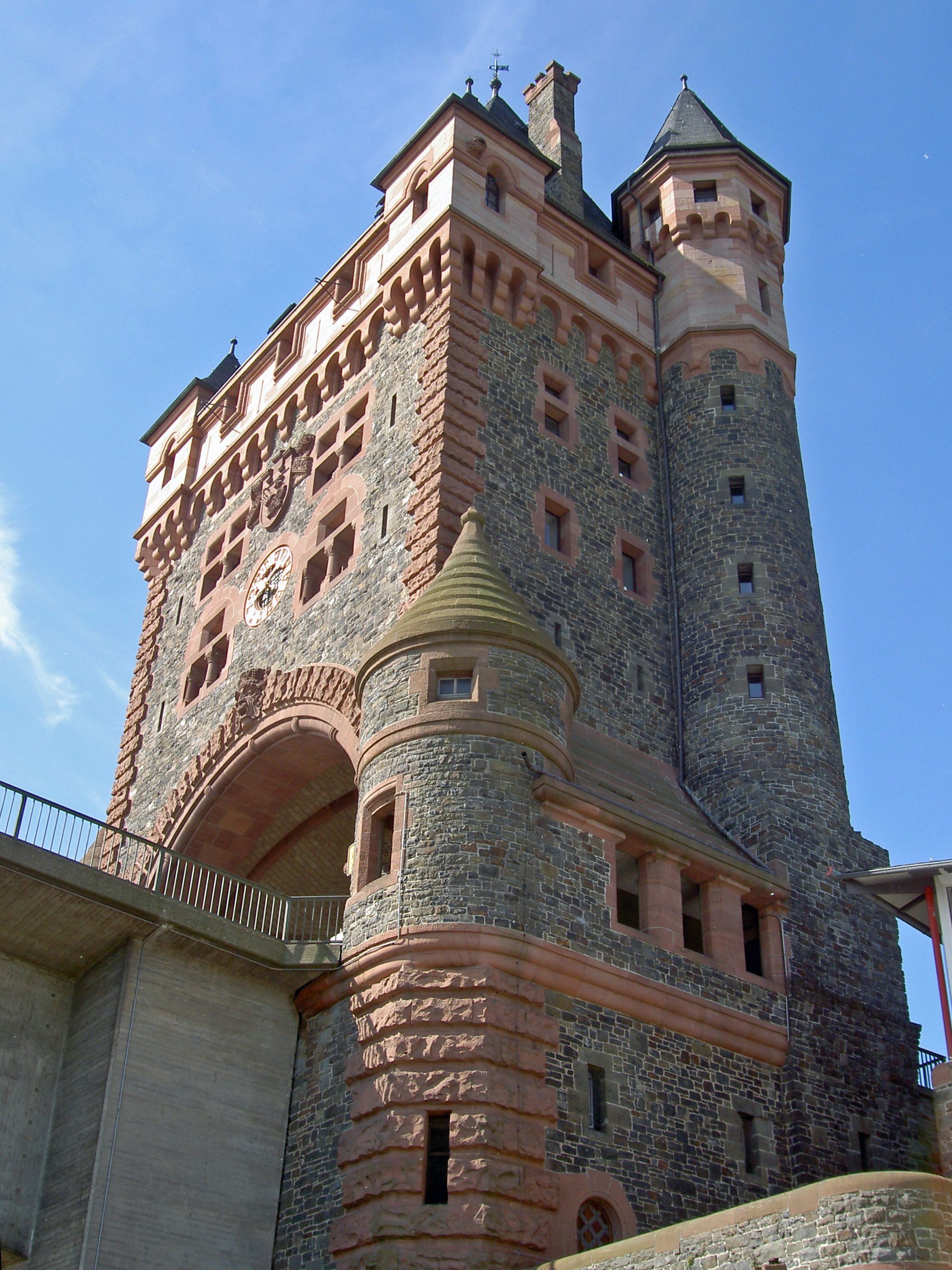
Nibelungenbrücke Worms
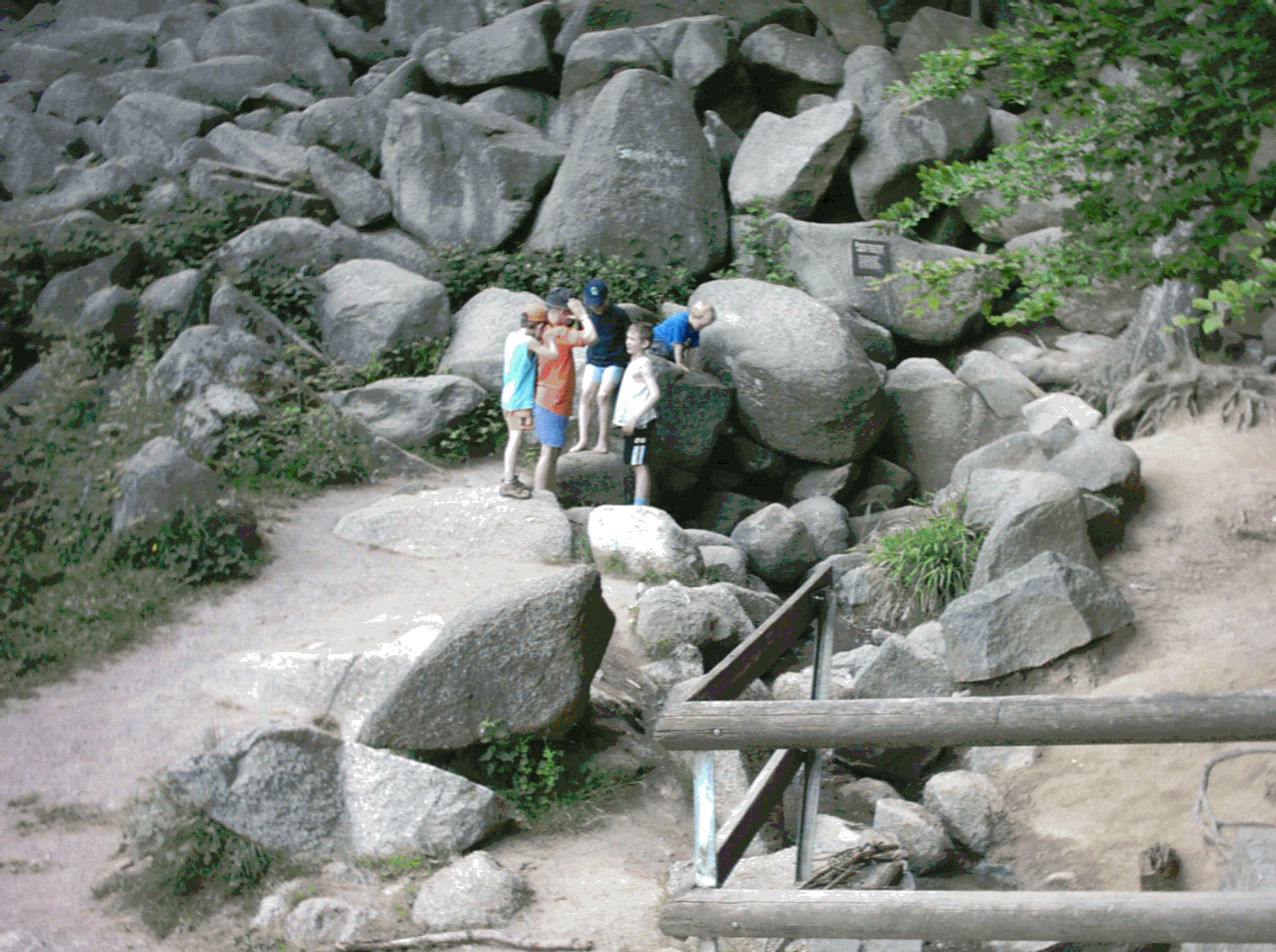
Siegfried-Quelle am Fuße des Felsenmeeres bei Lautertal
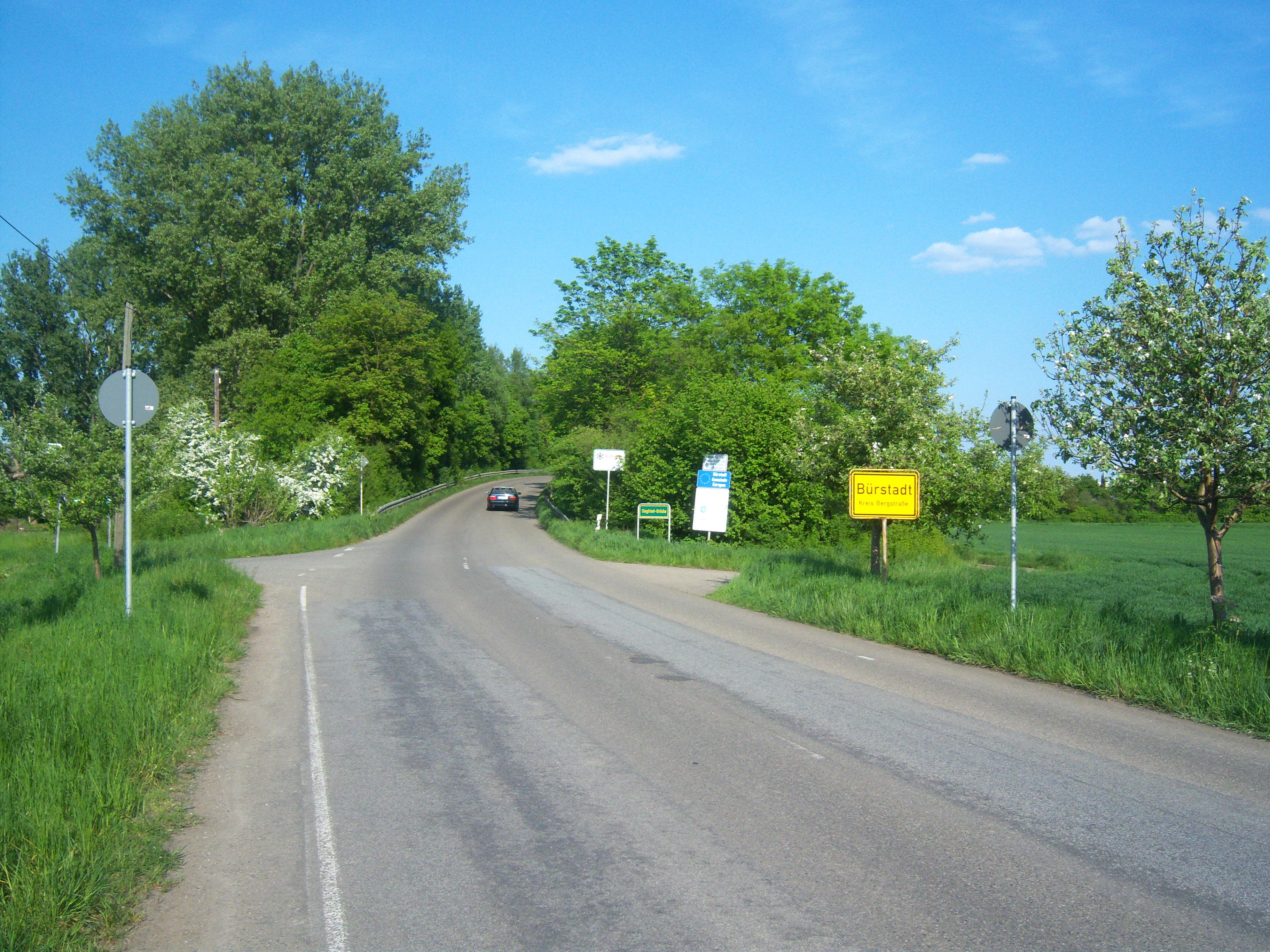
Ortseinfahrt von Bürstadt
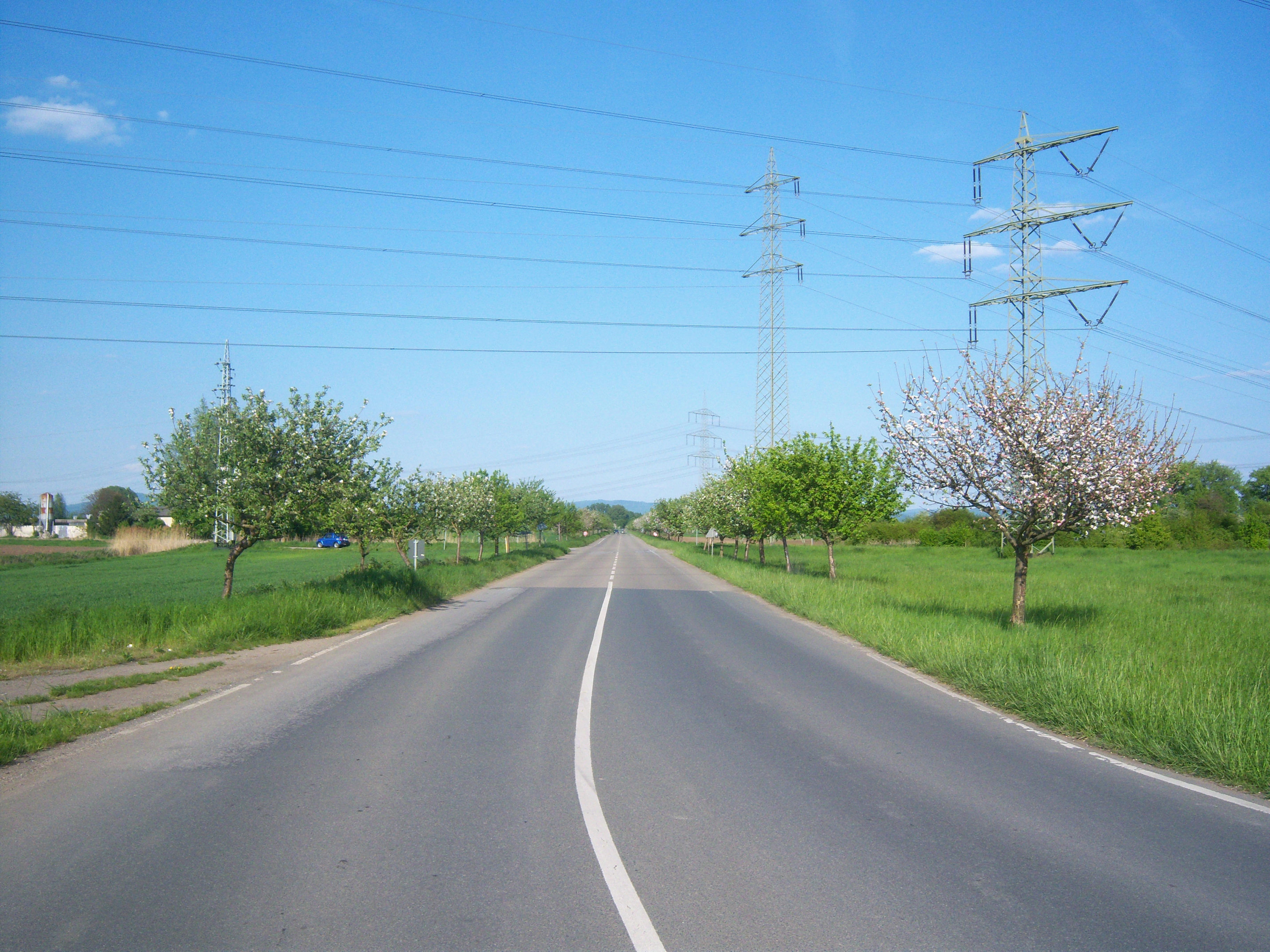
Nibelungenstraße zwischen Rosengarten und Bürstadt